# Chamicuros
Los chamicuro son un pueblo indígena de la Amazonía peruana que habitan las orillas del río Huallaga en el distrito de Lagunas, provincia de Alto Amazonas (Loreto). Los chamicuro se autodenominan Arahuaca y hablan la lengua chamicuro que forma parte de la familia lingüística arahuaca.

## Historia
Cuando las primeras expediciones europeas ingresaron a la amazonía se encontraron con los chamicuro en la cabecera del río Samiria y mantenían guerras con los desaparecidos "aguanos", razón por la cual los españoles empezaron a temerles.
En 1698 sufrieron una epidemia de viruela, de la cual sólo sobrevivieron 500 chamicuro, por esta razón fueron trasladados a Santiago de la Laguna en el río Huallaga.
Durante la fiebre del caucho, un grupo fue llevado como mano de obra hacia el río Yavarí e incluso hacia el Brasil, así como al Río Napo. Para 1920 un gran número de familias se trasladó hacia Iquitos perdiendo su lengua. En la actualidad existe una comunidad en Pampa Hermosa, en un ex-fundo en el que trabajaron al mando de un patrón. Cohabitan la zona junto con los cocama-cocamilla de quienes son vecinos.